# История почты и почтовых марок Сингапура
История почты и почтовых марок Сингапура, островного города-государства в Юго-Восточной Азии, у южной оконечности полуострова Малакка, включает периоды развития почты в колониальную эпоху (британские колонии Стрейтс-Сетлментс и Сингапур, до 1959), при самоуправлении (1959—1963), в составе Федерации Малайзии (1963—1965) и после окончательного обретения независимости (с 1965). Для каждой из этих почтовых администраций на территории Сингапура производились соответствующие эмиссии почтовых марок.
Сингапур входит в число государств-членов Всемирного почтового союза (ВПС; с 1966), и его официальным почтовым оператором является компания Singapore Post (SingPost), основанная в 1992 году.

## Почтовая история и выпуски почтовых марок

### Колониальный период

#### Управление Ост-Индской компанией
История почты Сингапура отслеживается с первой половины XIX века, когда его территория стала британским владением и входила в состав Британской Индии, контролировавшейся Британской Ост-Индской компанией (до 1867 года).
Почтовая связь имелась в Сингапуре со времени основания города Стамфордом Раффлзом в 1819 году. Почтовая служба была непосредственно организована в Сингапуре в 1826 году, а с 1829 года на тамошней почтовой корреспонденции стали применять прямоугольные штемпели.
Вначале почта находилась в ведении военных властей, а затем — в ведении начальника порта (Master Attendant) с 1823 года. В те дни объём пересылаемой почты был очень мал, и получение и отправка писем производились в единственном почтовом бюро. Оно располагалось в одном помещении с Морским бюро начальника порта и клерком Регистратора импорта и экспорта (Registrar of Import and Export). Весь штат почтового бюро в 1830-е годы состоял из одного чиновника-европейца, одного местного письмоводителя и вестового.
В 1836 году почтовую администрацию перенесли из Пинанга в Сингапур, и до 1861 года она находилась в подчинении Бенгальского почтового округа Индии, а затем Бирманского почтового округа.
Чтобы справиться с растущими объёмами почты, почтовое бюро, известное тогда как Почтовое управление Сингапура (Singapore Post Office), позднее — Главпочтамт (General Post Office), переехало в 1854 году в собственное здание неподалёку от мэрии, на берегу реки Сингапур. Несмотря на то, что это здание было более просторным, его местонахождение нередко вызывало жалобы. Торговая площадь (деловой сектор) находилось на другом берегу реки, поэтому посещение почты было неудобно, поскольку реку приходилось переплывать на лодке. Конечно, случались и погружения в воду. Наконец, после 1856 года был сооружён пешеходный мост через реку, за проход по которому взималась плата в размере ¼ цента.
По мере расцвета торговли в Сингапуре и роста объёмов почтовых и морских перевозок Почтовое управление было отделено от Морского бюро и стало самостоятельным департаментом в октябре 1858 года. В период с 1819 по 1858 год отправляемые письма приходилось сдавать в Почтовом управлении. Почтовые марки не использовались, но вёлся журнал учёта всех писем, полученных в Почтовом управлении, и названий парусных судов, на которых они пересылались.
Заверенные печатью расписки также выдавались в отношении всех писем, поступавших в Почтовое управление для пересылки. Для удобства жителей вёлся реестр их личных почтовых счетов с договоренностью о регулярной ежемесячной оплате всех почтовых сборов. Первые почтовые марки были введены для оплаты почтового сбора лишь в 1854 году. В этот ранний период, с 1854 до 1867 года, в Сингапуре употреблялись марки Британской Индии и почтовый штемпель «B172».
В те далёкие времена за флагштоком на Говернмент-Хилл (Government Hill; ныне Форт Каннинг) следили с энтузиазмом, поскольку поднятие флага днём или выстрел из пушки ночью означали прибытие судна с почтой. Такое событие вносило значительное оживление в тихую жизнь местных обитателей. По получении корреспонденции с заходивших в порт судов сортировщики почты в Почтовом управлении приступали к регистрации по алфавиту всех писем перед их дальнейшей рассылкой, которая предусматривала доставку почтальонами. Доставка почты с помощью запряжённой волами или лошадьми повозки или пешком вначале ограничивалась городской территорией. Позднее в городе были установлены почтовые ящики для отправки корреспонденции, которая затем забиралась на запряжённых лошадьми почтовых каретах.

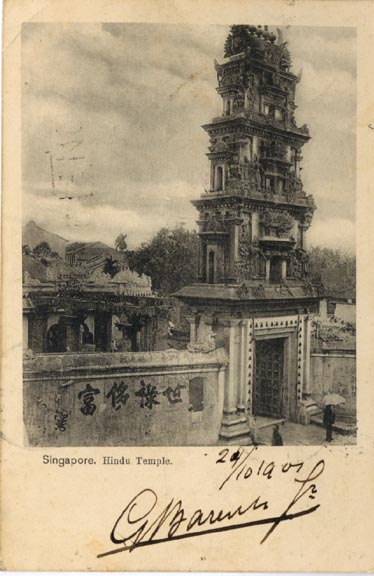
Старая сингапурская открытка. Индуистский храм в Сингапуре (ок. 1901)

#### В составе Стрейтс-Сетлментса
В дальнейшем Сингапур стал столицей отдельной британской колонии Стрейтс-Сетлментс, и с 1867 по 1942 год в его обращении были почтовые марки этой зависимой территории. В 1873 году на месте бывшего форта Фуллертон (Fort Fullerton), которое было гораздо ближе к торговому центру города, был построен новый главпочтамт. Однако британское правительство не смогло предугадать будущие потребности, вследствие чего вместо этого здания пришлось возводить другое практически на том же месте. Строительство нового главпочтамта было завершено в 1885 году, через три года после получения разрешения.
Конец XIX века ознаменовался новым этапом развития в истории почты Сингапура. К оказываемым услугам добавились посылочная почта, денежные и почтовые переводы и почтово-сберегательный банк. В 1897 году были открыты первые почтовые отделения, и к 1938 году уже около 20 почтовых отделений обеспечивали почтовую связь на острове. Конные почтовые кареты сменили автомобили в 1914 году по мере постоянного роста объёмов почтовых перевозок.
Главпочтамт был закрыт 23 апрелям 1921 года. Всё оборудование перевезли в здание, расположенное на вновь намытом участке на набережной Колльера. В этом временном почтовом отделении персонал работал, пока шло строительство нового главпочтамта, известного как Здание Фуллертон. Главпочтамт переехал в это здание 23 июля 1928 года и оставался там до 1996 года.

#### Вторая мировая война
Во время Второй мировой войны Сингапур был оккупирован японцами с 1942 года по 1945 год. Для нужд местного населения и британских военнопленных в Сингапуре японской военной администрацией была создана почтовая служба. При этом в почтовом обращении на территории Сингапура употреблялись марки, выпущенные оккупационными властями для Малайи.

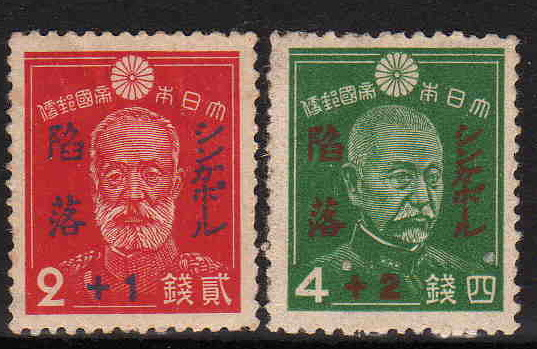
Памятные марки Японии, выпущенные по случаю японской оккупации Сингапура (1942)[7]. Надпечатка на марках Японии
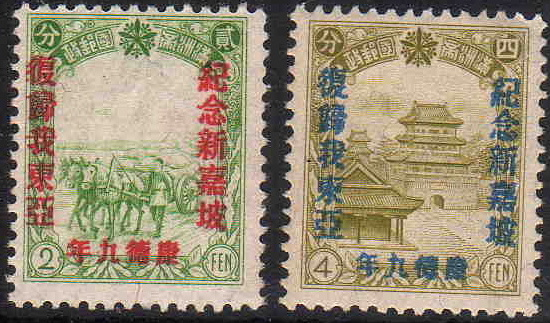
То же. Надпечатка на марках Маньчжоу-го
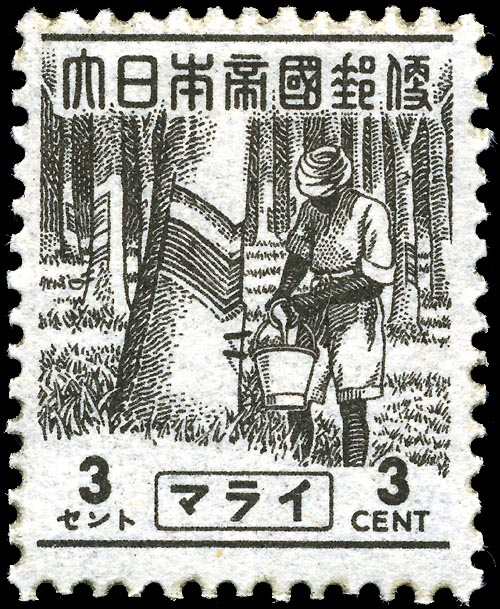
Японская оккупация Малайи (1943): марка использовалась в Сингапуре и считается[6] первой сингапурской маркой с изображением местных сцен и занятий

Доставка почты из Великобритании в лагерь британских и австралийских военнопленных в Сингапуре осуществлялась в несколько этапов. Такая корреспонденция была бесплатной для отправителей и первоначально пересылалась в пункт военной цензуры, откуда снова возвращалась почтовому ведомству. Далее почту направляли в Тегеран, оттуда в Москву, из Москвы поездом по Транссибирской магистрали до Читы, затем по Китайско-Восточной железной дороге в корейский порт Пусан, оттуда морем до японского города Симоносеки и наконец наземным путём в Токио. На последнем этапе письма перевозились морем до Малайи и доставлялись в лагерь Чанги. В итоге почта находилась в пути более года.
Объём писем и почтовых карточек военнопленных ограничивался 25 словами, а их содержание также цензурировалось японской администрацией. Вот типичный образец послания жены военнопленного из Англии своему мужу в Чанги:

Миссис Кок

12 Данет-Гарденз, Вуд-лэйн, Дагенем, Англия
Дорогой,
Неважно, как ты далеко. Неважно, где ты скитаешься. Душой я путешествую с тобой. Жду, чтобы встретить тебя дома.

С любовью,
Лил
Оригинальный текст (англ.)
Mrs. Cock

12 Danette Gdns, Wood Lane, Dagenham, England
Darling,
No matter how far you are away. No matter where you roam. In spirit I'll travel with you. Waiting to welcome you home.

Love,

Lil

По окончании оккупации и Второй мировой войны, в 1945—1948 годах, в Сингапуре применялись марки Британской военной администрации в Малайе. Это были марки выпусков 1937—1941 годах, на которых делалась надпечатка англ. «ВМА Malaya» («Британская военная администрация Малайи»); в 1948 году они были изъяты из обращения.

#### Королевская колония

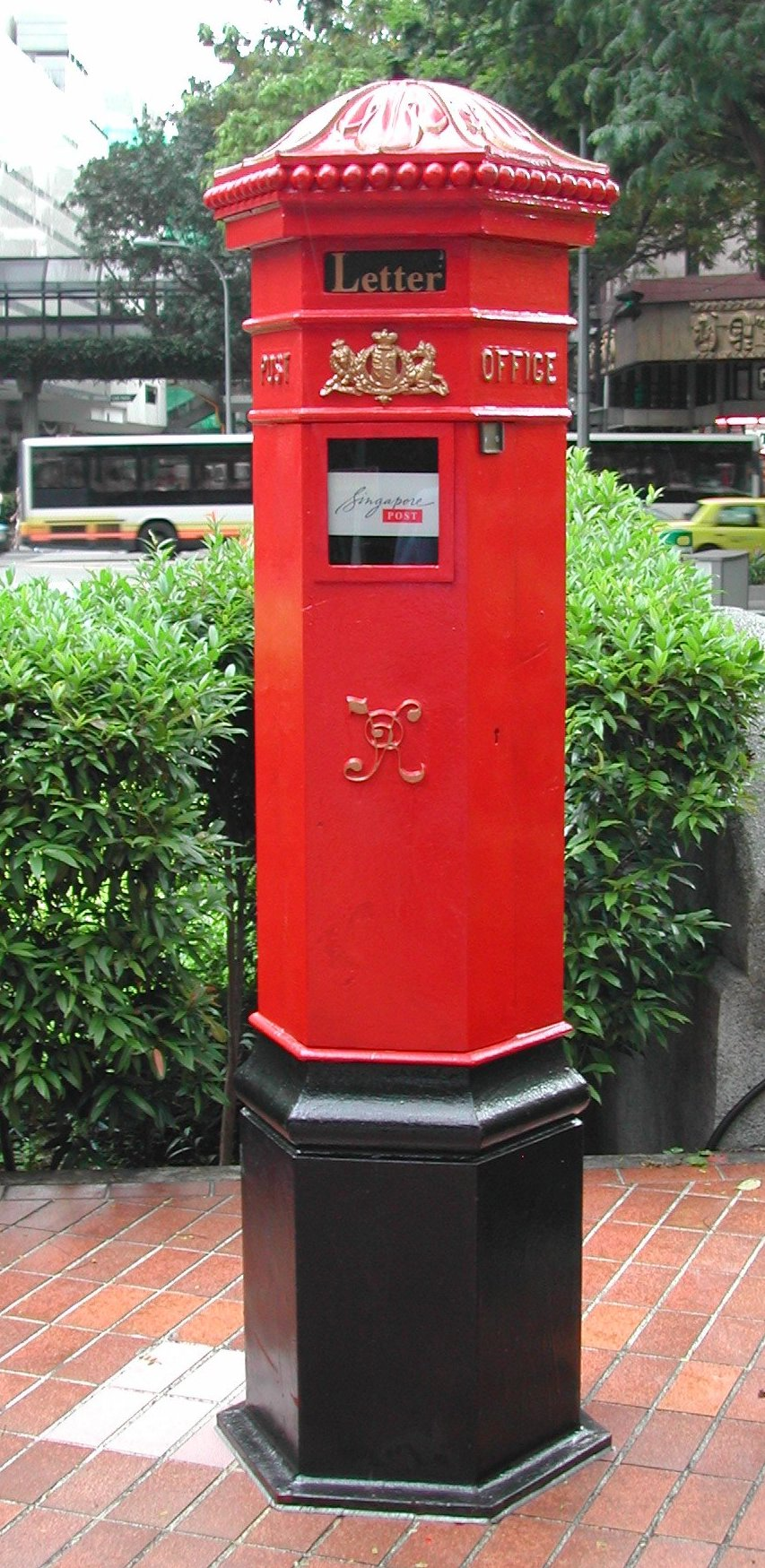
Британский стоячий почтовый ящик в Сингапуре

С 1946 по 1959 год Сингапур был отдельной британской королевской колонией. Первые стандартные почтовые марки Сингапура были выпущены 1 сентября 1948 года. Они представляли собой марки Стрейтс-Сетлментса с надписью «MALAYA» («Малайя») в их верхней части, но вместо «Straits Settlements» («Стрейтс-Сетлментс») в нижней части было указано «SINGAPORE» («Сингапур»). В 1949—1952 годах серия переиздавалась с более мелкой перфорацией. В 1953 году выходила стандартная серия с изображением Елизаветы II, различных кораблей и др.
С 1948 года по 1953 год появлялись и памятные марки, аналогичные выпускам других британских колоний, и первыми из них были почтовые марки омнибусной серии, посвящённой серебряной годовщине королевской свадьбы. В дальнейшем здесь выпускались марки к 75-летию ВПС (1949) и коронации королевы Елизаветы II (1953).

### Самоуправление
С 3 июня 1959 года Сингапур получил самоуправление под названием Государство Сингапур и использовал почтовые марки Малайской Федерации и одновременно марки с надписью «State of Singapore» («Государство Сингапур»). В этот период было эмитировано пять серий памятных марок: в ознаменование новой Конституции в 1959 году и национального праздника в 1960, 1961, 1962 и 1963 годах. На всех этих марках была надпись «State of Singapore» («Государство Сингапур»).
Начиная с 1960 года на сингапурских почтовых миниатюрах не помещался портрет британской королевы. В 1962 году почтовое ведомство Сингапура приступило к выпуску новой стандартной серия марок с изображением орхидей, рыб и птиц, уже без портрета королевы (серия выходила до 1967 года) и с текстом «Singapore» («Сингапур»).
Всего за период с 1948 по 1963 год в колониальном и самоуправляемом Сингапуре было эмитировано 73 почтовые марки с английскими надписями: сначала «Singapore / Malaya» («Сингапур / Малайя»), а с 1959 года — «State of Singapore» («Государство Сингапур»).

### В составе Федерации Малайзии
16 сентября 1963 года Сингапур объединился с Малайской Федерацией, а также с Сабахом и Сараваком в Федерацию Малайзии. Вследствие этого в Сингапуре с сентября 1963 по август 1965 года хождение имели марки Федерации Малайзии, а также марки собственного стандартного выпуска 1962 года.

### Независимость

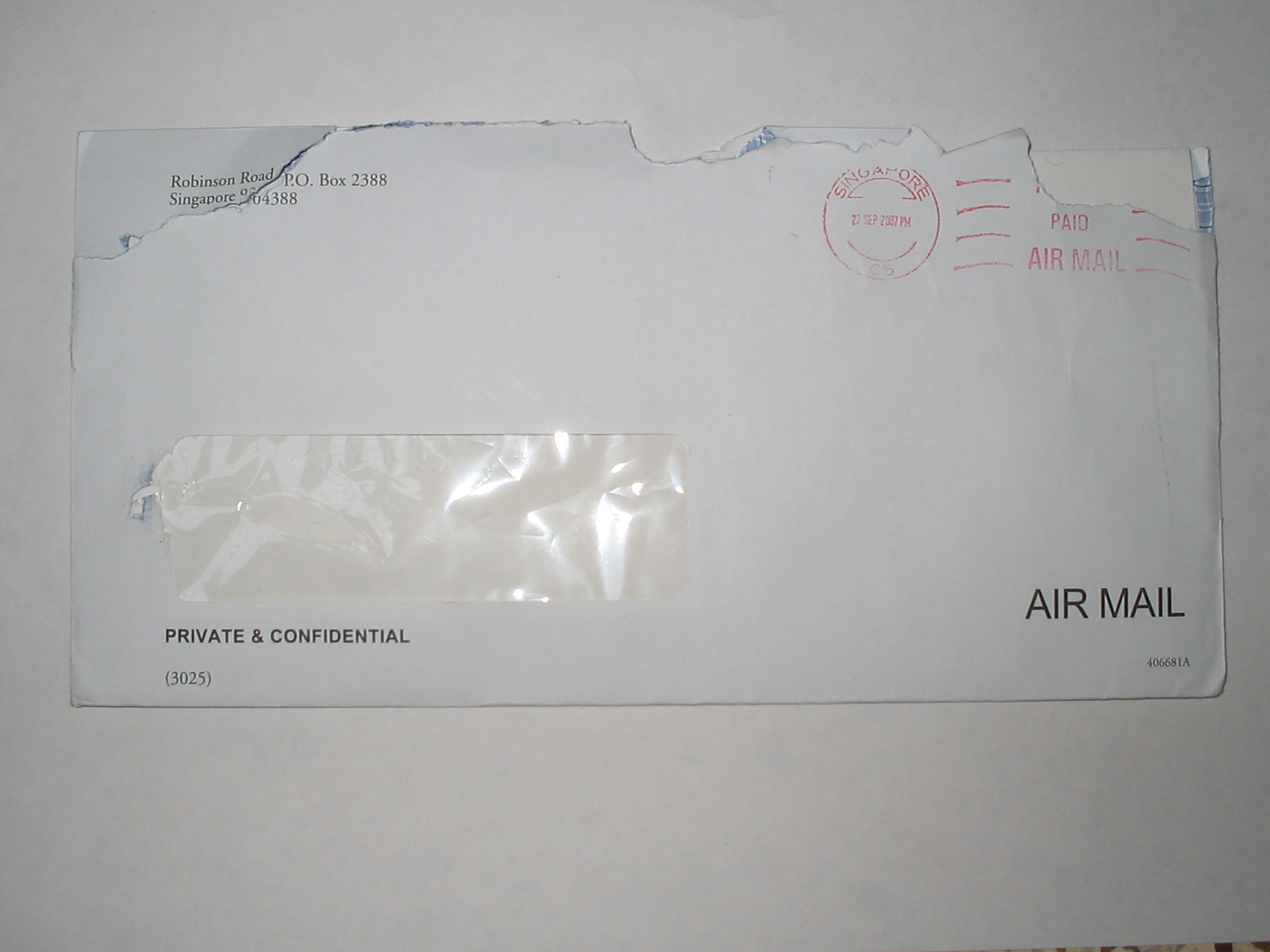
Современный конверт авиапочтового отправления с календарным штемпелем и франкотипом Сингапура (2007)

9 августа 1965 года Сингапур вышел из Федерации Малайзии, став независимой республикой в составе британского Содружества наций. В августе 1966 года были выпущены первые собственные марки нового государства. Это была серия из трёх памятных марок в ознаменование первой годовщины независимости с надписью «Republic of Singapore» («Республика Сингапур»), но на всех последующих марках и до сегодняшнего дня написано просто «Singapore» («Сингапур»)/ Исключение составил единственный выпуск из трёх марок с надписями на всех государственных языках (китайском, малайском, английском и тамильском), который был осуществлён в 1967 году по случаю двухлетия республики/ При этом марки имели общий рисунок и надпись на английском «Построим сильный Сингапур!», которая также повторялась на китайском (марка номиналом в 6 центов), малайском (15 центов) и тамильском (50 центов) языках.
С 1966 года Сингапур наладил регулярную эмиссию собственных почтовых марок. Первый почтовый блок вышел в 1969 году и был приурочен к 150-летию основания города.
До 1981 года в Сингапуре было эмитировано около 400 марок. Стандартные марки издавались в 1968, 1973, 1977 и 1980 годах и их темами были национальные танцы и музыкальные инструменты, цветы, морская фауна, корабли.
Коммеморативные марки отражали в основном местные события и знаменательные даты: годовщины республики, 150-летие основания города, национальные праздники народностей, а также международные — Всемирная выставка в Осаке «Экспо-70», спортивные игры Юго-Восточной Азии (1973), 100-летие ВПС (1974), Международный год женщин (1975) и др. На сингапурских марках можно увидеть произведения живописи, животных Сингапурского зоопарка, птиц, цветы и др. В 1980 году в связи с Всемирной филателистической выставкой «Лондон-80» была напечатана серия почтовых миниатюр четырёх номиналов, на которой были изображены ранние марки, находившиеся в обращении на территории Сингапура, а также почтовый блок (двенадцатый по счёту).

## Другие виды почтовых марок
Доплатные марки выходили в Сингапуре несколько раз в промежутке между 1968 и 1997 годами. Ранее употреблялись доплатные марки Малайского почтового союза (Malayan Postal Union).

## Развитие филателии
С 26 октября 1989 года коллекционеры Сингапура объединены в Ассоциацию сингапурских филателистов, которая входит в Международную федерацию филателии (ФИП). 10 октября 2010 года президентом ФИП назначался представитель Сингапура Тей Пенг Хиан.
Кроме того, в Великобритании существует международная Группа изучения Малайи (Malaya Study Group), в задачи которой также входят исследования почтовой истории и знаков почтовой оплаты на территории Сингапура.
В Сингапуре есть собственный филателистический музей. Официальным распространителем почтовых марок и других филателистических материалов Сингапура выступает компания CS Philatelic Agency («Филателистическое агентство CS»), филиал которого также располагается в Сингапурском филателистическом музее.